# Гюнтванген
Гюнтванген (нім. Hüntwangen) — громада  в Швейцарії в кантоні Цюрих, округ Бюлах.

## Географія
Громада розташована на відстані близько 110 км на північний схід від Берна, 25 км на північ від Цюриха.
Гюнтванген має площу 4,9 км², з яких на 23,9% дозволяється будівництво (житлове та будівництво доріг), 42,2% використовуються в сільськогосподарських цілях, 32% зайнято лісами, 1,8% не є продуктивними (річки, льодовики або гори).

## Демографія
2019 року в громаді мешкало 1057 осіб (+11,4% порівняно з 2010 роком), іноземців було 11,6%. Густота населення становила 215 осіб/км².
За віковим діапазоном населення розподілялося таким чином: 21,1% — особи молодші 20 років, 59,7% — особи у віці 20—64 років, 19,2% — особи у віці 65 років та старші. Було 428 помешкань (у середньому 2,5 особи в помешканні).
Із загальної кількості 351 працюючого 52 було зайнятих в первинному секторі, 114 — в обробній промисловості, 185 — в галузі послуг.